# قدمغاه (مزايجان)
قدمغاه (بالفارسية: قدمگاه) هي قرية تقع في إيران في قسم مزایجان الريفي. يقدر عدد سكانها بـ 59 نسمة بحسب إحصاء 2016.